# PPPoA
Em redes de computadores, o Point-to-Point Protocol over ATM (PPPoA) é um protocolo de enlace de dados da camada 2 normalmente utilizado para conectar modens domésticos de banda larga à ISPs por meio de linhas telefônicas.
É usado principalmente com as operadoras DOCSIS e DSL, encapsulando quadros PPP em AAL5. Ele oferece recursos padrões do PPP, como autenticação, criptografia e compressão. Se for usado como método de encapsulamento de conexão em uma rede baseada em ATM pode reduzir ligeiramente a sobrecarga (cerca de 0,58%) em comparação com o PPPoE. Também evita os problemas que o PPPoE sofre, relacionados a ter um MTU menor que aquele dos protocolos de transmissão Ethernet padrões. Ele também suporta (como faz o PPPoE) os tipos de encapsulamento: VC-MUX e baseados em LLC.
O Point-to-Point Protocol over Asynchronous Transfer Mode (PPPoA) é especificado pela Internet Engineering Task Force (IETF) no RFC 2364.
O uso de PPPoA sobre PPPoE não é geograficamente significativo, ao contrário, ela varia de acordo com a preferência do provedor.